# Gruppo Sportivo Porto Robur Costa
O Gruppo Sportivo Porto Robur Costa é um time italiano de voleibol masculino da cidade de Ravena, província de Ravena, região da Emília-Romanha. O clube disputa o Campeonato Italiano - Série A2.

## Histórico
O Porto Robur Costa foi fundado 2013 pela fusão de dois clubes sediados em Ravena, o Porto Ravenna Volley e o Gruppo Sportivo Robur Angelo Costa. No seu ano de estreia pelo Campeonato Italiano - Serie A1 na temporada 2013/14, ficou em nono lugar. Na temporada seguinte, ficou em terceiro lugar na Taça Challenge de 2015 ao perder as semifinais para o Benfica. Em 2018, voltou a competir a Taça Challenge, onde conquistou o inédito título ao derrotar o Olympiacos na final de melhor de dois jogos.

## Títulos e resultados

### Campeonatos continentais
Taça Challenge
- Campeão (1x): 2017-18
- Terceiro lugar (1x): 2014-15

## Elenco atual
Atletas selecionados para disputar a temporada 2021/2022:
 Técnico:  Emanuele Zanini
| Camisa | Nome                | Posição    | Nacionalidade |
| ------ | ------------------- | ---------- | ------------- |
| 1      | Marko Vukašinović   | ponteiro   | montenegrino  |
| 5      | Mateusz Biernat     | levantador | polonês       |
| 6      | Matteo Pirazzoli    | líbero     | italiano      |
| 7      | Alex Erati          | central    | italiano      |
| 9      | Luca Ulrich         | ponteiro   | suíço         |
| 10     | Riccardo Goi        | líbero     | italiano      |
| 11     | Dimitar Dimitrov    | oposto     | búlgaro       |
| 13     | Niels Klapwijk      | oposto     | neerlandês    |
| 14     | Milan Peslac        | levantador | italiano      |
| 17     | Aleksandar Ljaftov  | ponteiro   | macedônico    |
| 22     | Francesco Comparoni | central    | italiano      |
| 23     | Mattia Orioli       | ponteiro   | italiano      |
| 24     | Nicola Candeli      | central    | italiano      |
| 99     | Francesco Fusaro    | central    | italiano      |